# 板門區域
板門區域（：／ P'anmun-guyŏk */?）是朝鮮民主主義人民共和國開城特別市南端的一個區域，位於臨津江和漢江河口，開城的東南方。

## 歷史
1952年12月，朝鮮戰爭期間，因朝鮮行政區劃改組，設立板門郡。郡名取自當時舉行停戰談判的板門店。1955年1月，黃海北道開豐郡和板門郡劃歸開城地區。 1957年6月，開城地區升格為開城直轄市，板門郡屬開城直轄市。2002年11月，板門郡廢止。2019年10月成立開城特別市後，2020年4月成立板門區域。

## 行政區劃
板門區域包含下列2個洞和13個里：
- 板門1洞（판문1동）
- 板門2洞（판문2동）
- 大龍里（대룡리）
- 上道里（상도리）
- 嶺井
- 新興里（신흥리）
- 祖江里（조강리）
- 臨漢里（림한리）
- 德水
- 仙跡里（선적리）
- 板門店（판문점리）
- 平和里（평화리）
- 採蓮里（채련리）
- 東內里（동내리）
- 艾浦里（애포리）

## 旅遊
- 板門店

## 外部連結
開放街圖上顯示的板門區域 （页面存档备份，存于）